# 澤村斉美
澤村 斉美（さわむら まさみ、1979年5月7日 - ）は、日本の歌人。岐阜県岐阜市出身。「塔」短歌会所属。
京都大学大学院文学研究科美学美術史学専攻博士課程中退。1999年、京都大学短歌会に入会し歌作を始める。2006年に「黙秘の庭」50首で第52回角川短歌賞受賞。2007年、毎日新聞社に校閲記者として入社。2008年、第一歌集『夏鴉』にて第34回現代歌人集会賞、第9回現代短歌新人賞をそれぞれ受賞。

## 著書
- 夏鴉 歌集 砂子屋書房 2008.8 ISBN 978-4790411123 栞文：米川千嘉子、島田幸典、花山多佳子。
- galley 歌集 青磁社 2013.11 ISBN 978-4861982569